# Венесуэльская футбольная федерация
Венесуэльская футбольная федерация (исп. Federación Venezolana de Fútbol) — организация, осуществляющая контроль и управление футболом в Венесуэле в целом, и Сборной Венесуэлы по футболу в частности. Основана в 1925 году. С 1952 года является членом ФИФА и КОНМЕБОЛ. В 2007 году Венесуэла была выбрана выбрана в качестве страны — хозяйки, принимающей Кубок Америки, и данная федерация отвечала за организацию этого турнира.